# Kalska Wola
Kalska Wola [pronunciación en polaco: /ˈkalska ˈvɔla/] es un pueblo ubicado en el distrito administrativo de Gmina Czarnocin, dentro del Distrito de Piotrków, Voivodato de Łódź, en Polonia central. Se encuentra aproximadamente a 4 kilómetros al este de Czarnocin, a 19 kilómetros al norte de Piotrków Trybunalski, y a 30 kilómetros al sureste de la capital regional Łódź.